# Live at the Fillmore (álbum de Chris Isaak)
Live at the Fillmore es un álbum en vivo del cantautor estadounidense Chris Isaak. Fue publicado el 15 de junio de 2010 a través de su sello discográfico independiente Wicked Game Records y distribuido de manera local por Mailboat Records. El material contiene 17 canciones del concierto, junto a fotografías extras y una ilustración realizada por Isaak en su carátula.
La grabación realizada a finales de 2008 en el Auditorio Fillmore incluye canciones populares de su catálogo con algunas inéditas en ese momento, siendo presentadas de manera oficial en su álbum Mr. Lucky.

## Promoción
Mientras era publicado el álbum, Isaak estaba realizando una gira europea, en particular su estadía por España fue presentada con una serie de conciertos especiales. De manera local, también estuvo presentando el álbum durante el verano boreal, además de tener una visita promocional por el programa The Tonight Show de Jay Leno. Continuó promocionando el material con unos conciertos nacionales a finales de año.

## Lista de canciones
| N.º      | Título                       | Duración |  |
| 1.       | «Lonely with a Broken Heart» | 3:16     |  |
| 2.       | «Somebody's Crying»          | 2:52     |  |
| 3.       | «Want Your Love»             | 3:43     |  |
| 4.       | «We Let Her Down»            | 3:51     |  |
| 5.       | «Graduation Day»             | 3:27     |  |
| 6.       | «Western Stars»              | 3:28     |  |
| 7.       | «Speak of the Devil»         | 3:25     |  |
| 8.       | «Wicked Game»                | 4:44     |  |
| 9.       | «Best I Ever Had»            | 3:57     |  |
| 10.      | «Worked It Out Wrong»        | 3:43     |  |
| 11.      | «Two Hearts»                 | 4:11     |  |
| 12.      | «Take My Heart»              | 2:43     |  |
| 13.      | «Baby Did a Bad Bad Thing»   | 6:12     |  |
| 14.      | «San Francisco Days»         | 2:53     |  |
| 15.      | «Move Along»                 | 3:36     |  |
| 16.      | «Dancin'»                    | 4:16     |  |
| 17.      | «Blue Spanish Sky»           | 4:39     |  |
| 01:04:56 |                              |          |  |

| iTunes Bonus Tracks |                  |          |  |
| N.º                 | Título           | Duración |  |
| 18.                 | «Mr. Lonely Man» | 2:49     |  |
| 19.                 | «Goin' Nowhere»  | 3:21     |  |
| 01:11:06            |                  |          |  |

## Posicionamiento en listas
| Listas (2010)                       | Mejor posición |
| ----------------------------------- | -------------- |
| Estados Unidos (Independent Albums) | 44             |